# Harlesden (métro de Londres)
Harlesden (en anglais : Harlesden tube station ou Harlesden Underground Station), est une station de la ligne Bakerloo du métro de Londres, en zone 3 Travelcard. Elle est située sur l'Acton Lane, à Harlesden, sur le territoire du borough londonien de Brent, dans le Grand Londres.
Elle est en correspondance avec la gare de Harlesden desservie par le réseau London Overground dont les trains de banlieue utilisent les mêmes voies et quais.

## Situation sur le réseau
La station Harlesden de la ligne Bakerloo du métro de Londres utilise l'infrastructure, quais et voies, de la gare de Harlesden sur la Watford DC line (en). Elle est située entre les stations Stonebridge Park, en direction du terminus Harrow & Wealdstone de la Bakerloo, et Willesden Junction en direction du terminus Elephant & Castle.

Plans : de la Bakerloo line, de la Watford DC line et des transports à Londres
Bakerloo line.
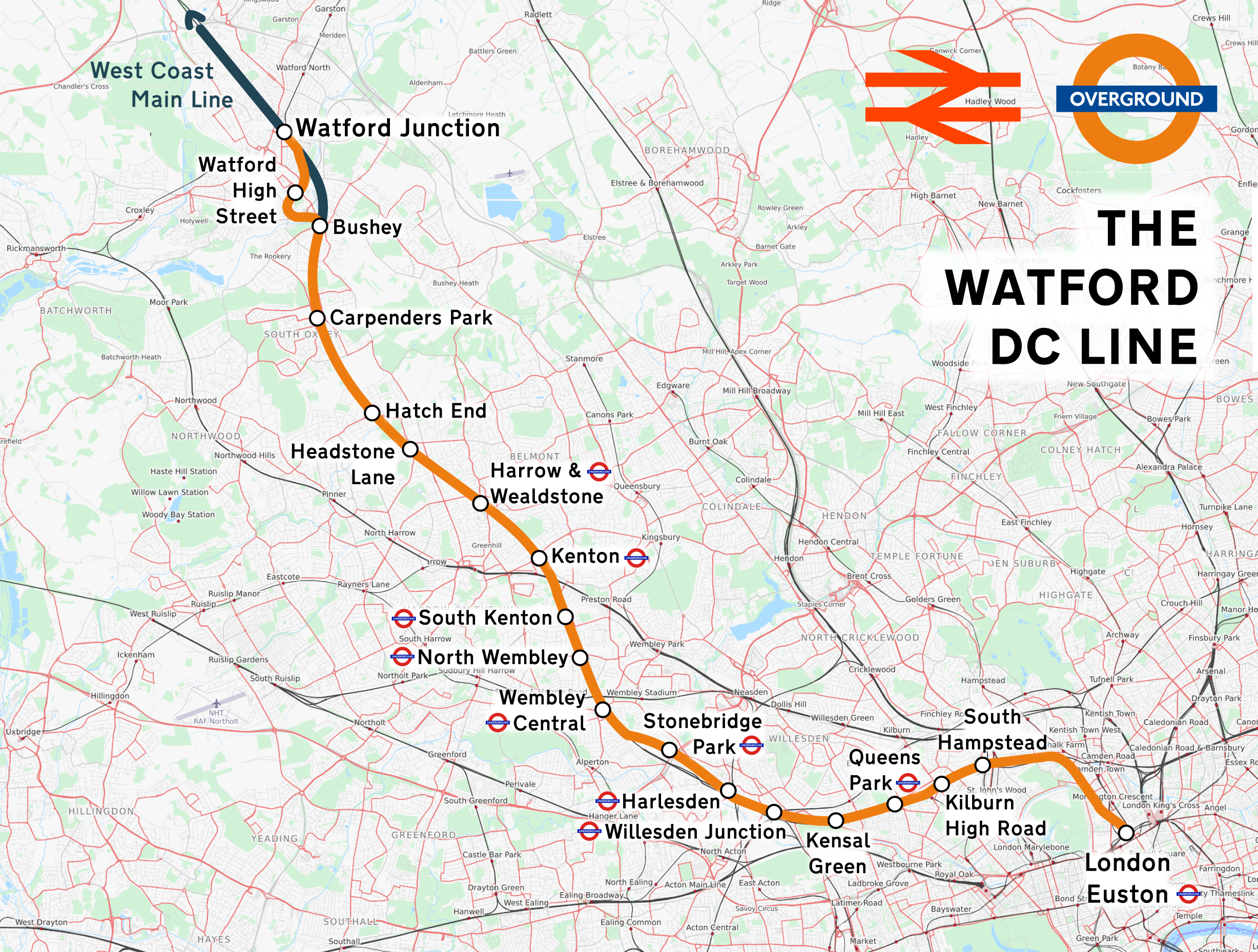
Watford DC line.
Réseaux de Londres.

## Histoire
La station dénommée Harlesden du métro de Londres est opérationnelle le 16 avril 1917, lorsque les rames de la ligne Bakerloo commencent leur circulation, conjointement avec les trains, sur l'infrastructure de la Watford DC line (en) et de sa gare de Harlesden mise en service le 15 juin 1912.

## Services aux voyageurs

### Accès et accueil
La station utilise une entrée commune avec la gare sur l'Acton Lane.

### Desserte
Harlesden est desservie par les rames de la ligne Bakerloo du métro de Londres circulant sur les relations Harrow & Wealdstone, ou Stonebridge Park, et Elephant & Castle.

Installations et desserte
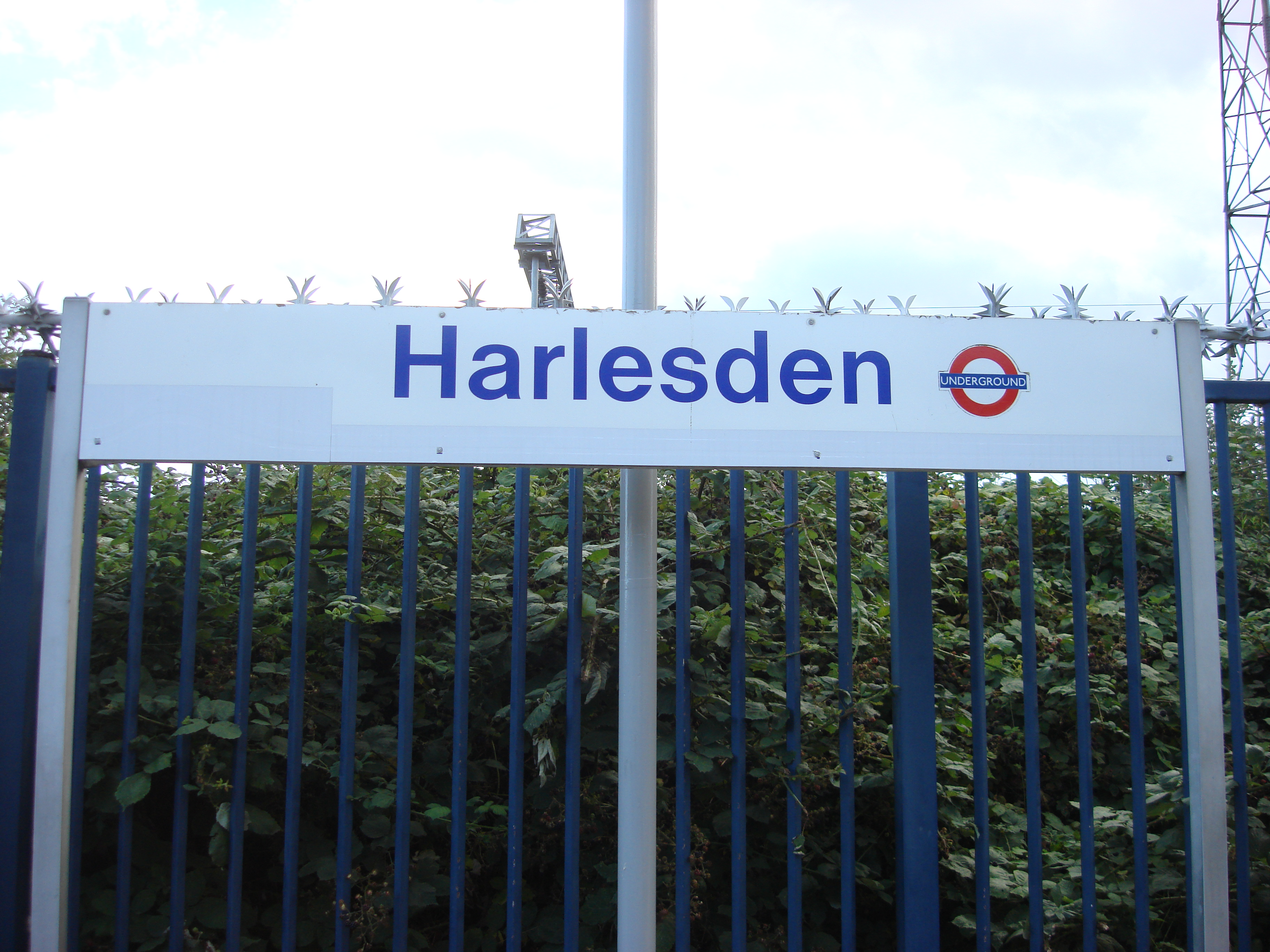
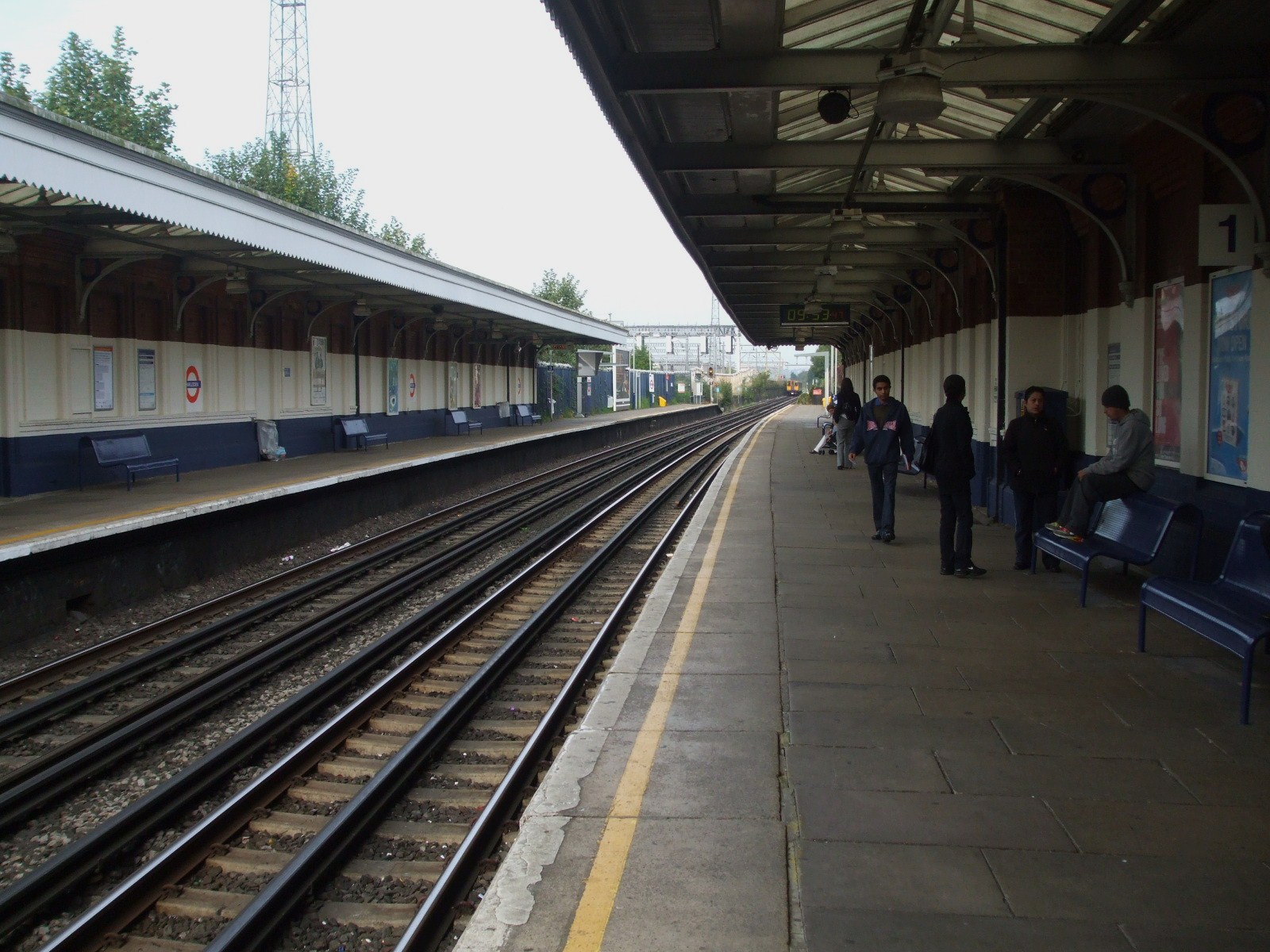
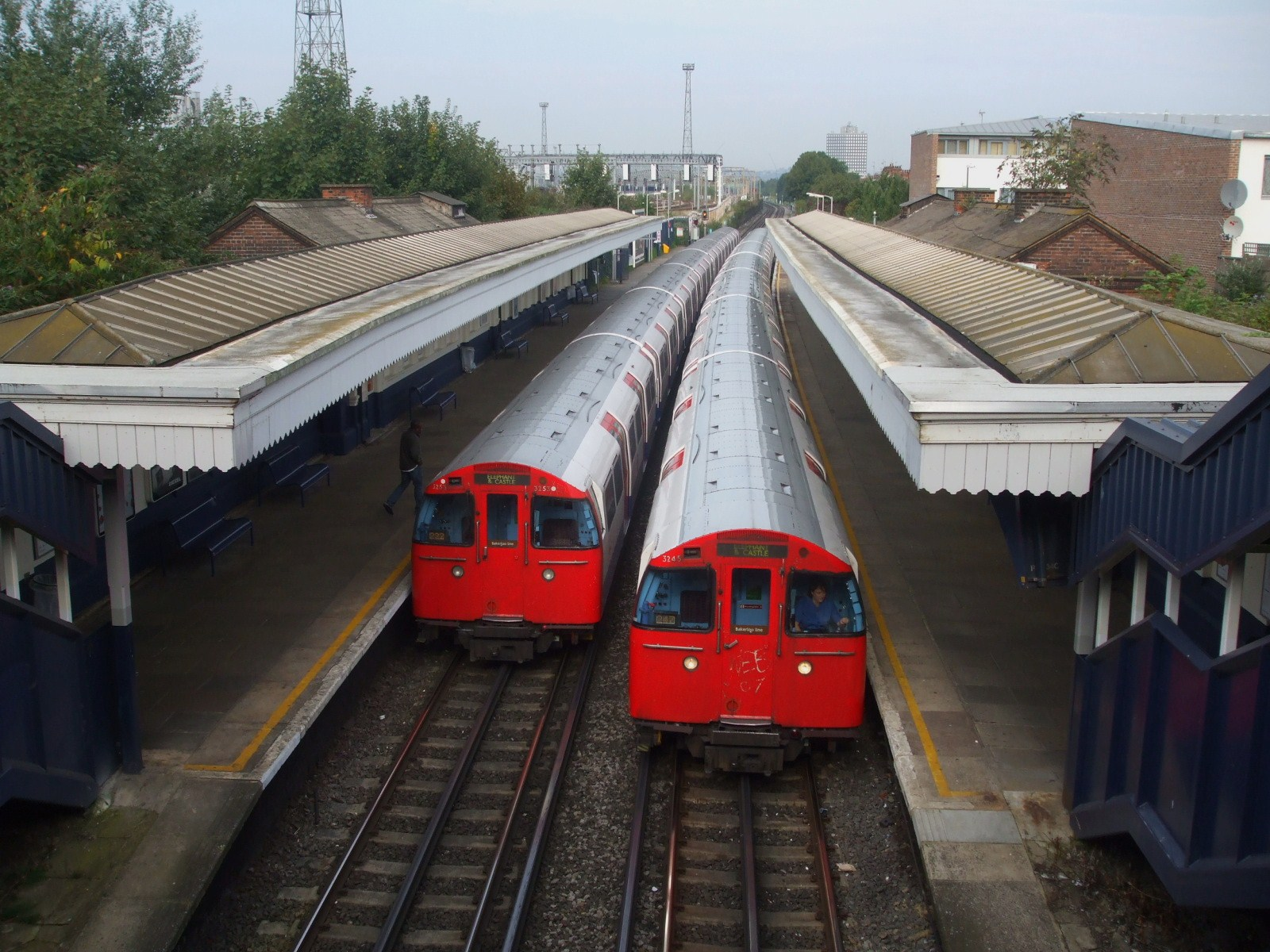

### Intermodalité
Elle est en correspondance avec la gare de Harlesden, du réseau London Overground, qui utilise la même infrastructure (voies et quais).
Comme la gare, la station est desservie par des lignes des autobus de Londres : 187, 224, 226, 228, 260 et 487.

## À proximité
- Harlesden